# Võ Đạo Việt Nam

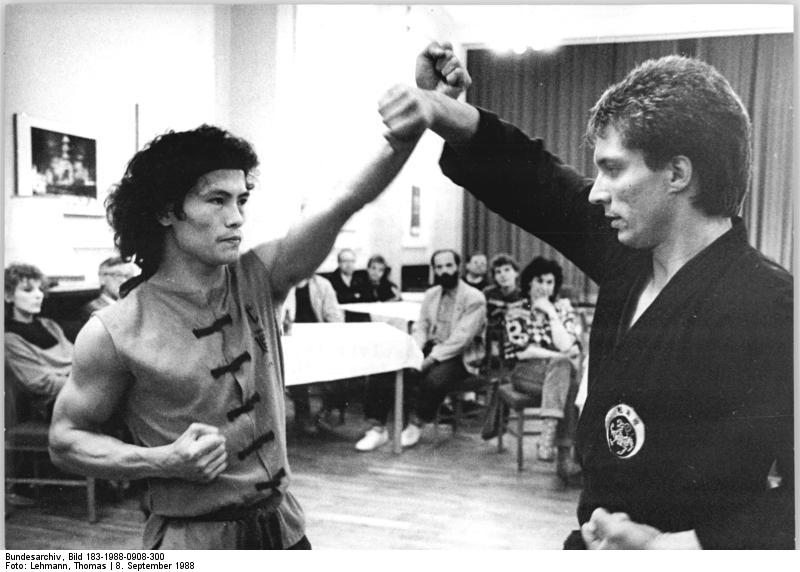
Võ sư Chu Tấn Cường (trái), người sáng lập Việt Nam Võ Đạo, trong một buổi tập võ năm 1988

Võ Đạo Việt Nam là một môn phái võ thuật Việt Nam do võ sư Chu Tấn Cường sáng lập vào cuối thập niên 1980 ở Đức. Chu Tấn Cường lúc nhỏ học Nam Hồng Sơn từ trưởng môn đời thứ hai của môn phái này là Nguyễn Tỵ. Sau này, khi theo học bậc đại học tại Halle, Đức, Chu Tấn Cường đã xây dựng môn phái riêng phù hợp với người phương Tây. Môn võ ban đầu có tên "Vo Vi Nam". Sau chuyến đi về Việt Nam năm 1993 với 25 học trò, ông Cường đã đổi tên môn võ thành Võ Đạo Việt Nam vì nhiều lý do khác nhau. Môn sinh Võ Đạo Việt Nam chủ yếu rèn luyện chiến đấu tay không, côn và kiếm. Người rèn luyện trải qua bảy cấp độ từ thấp đến cao. Cấp thứ bảy, cao nhất, trở thành võ sư. Phù hiệu của môn phái này có hình âm-dương và hình cây tre cùng dòng chữ VODAOVN được bao quanh bởi một vòng bát giác. Ở Đức, môn phái này có hơn 20 võ đường khắp đất nước. Hiện môn phái này đã được luyện tập ở rất nhiều nước trên thế giới ngoài nước Đức.